# Penguin musume
Penguin musume (ペンギン娘?, lett. "La ragazza pinguino") è un manga giapponese scritto da Tetsuya Takahashi e pubblicato dalla rivista shōnen Weekly Shōnen Champion tra il 2006 ed il 2007. Dopo la conclusione della serie su questa rivista la pubblicazione è continuata su un altro periodico, la Champion Red, a partire dal febbraio 2008. Dal 19 aprile 2008 vengono distribuite direttamente su internet delle ONA su Nico Nico Douga, un popolare sito di video sharing giapponese.

## Trama
Sakura "Penguin" Nankyoku è una giovane e ricchissima ragazza appassionata di tutto ciò che riguarda anime e manga, vestiti compresi. Infatti adora fare del cosplay e vederlo fare a tutte le ragazze che le ricordano qualche personaggio di cui è appassionata. Appena giunta nella classe della sua nuova scuola conosce Nene Kurio e Kujira Etorofu che nel corso delle varie puntate diventano le sue migliori ed inseparabili amiche. Penguin ha una sorella minore, Kaede, che è molto più coscienziosa di lei e le verrà in aiuto, insieme al fido Sebastian, in numerose occasioni compresi i vari scontri con Mary, la sua avversaria per antonomasia, affiancata dai suoi quattro cavalieri.

## Personaggi

Penguin, Nene e Kujira sedute in classe

### Personaggi principali
- Sakura "Penguin" Nankyoku Seiyū: Azusa Kataoka

Il personaggio principale della serie. Come ogni buon otaku che si rispetti è ossessionata dai manga ed anime ed essendo molto facoltosa può comprare ed indossare vestitini di ogni sorta. Quando fa il cosplay di qualche personaggio acquisisce le sue abilità. Viene chiamata Penguin a causa della sua acconciatura che ricorda proprio un pinguino.
- Kujira Etorofu Seiyū: Mariya Ise

Una ragazza molto diligente ed estremamente abile nell'arte marziale detta "Etorofu". Viene cresciuta dal padre come un ragazzo per trasformarla in un forte lottatore ma presto capisce di essere una ragazza mentre il padre si ostina a trattarla come un ragazzo.
- Nene Kurio Seiyū: Nanjou Yoshino

La calma fatta persona, non importa quello che le accada attorno, rimane sempre sorridente ed incurante degli eventi. Vive vicino ad un santuario dove presta servizio come sacerdotessa.
- Cha Chi Seiyū: Sakura Nogawa

Una forte lottatrice cinese. Ha fatto la promessa a Kujira, mentre ella era ancora convinta di essere un ragazzo, che se sarebbe riuscita a sconfiggerla sarebbe diventata suo marito. Se Kujira ha capito di essere una ragazza, Cha Chi non è ancora arrivata a questa conclusione e desidera fare di lei il proprio marito.
- Kaede Nankyoku Seiyū: Rina Hidaka

La sorella minore di Penguin, ha un carattere molto più pacato e riflessivo. Di solito è lei a risolvere i problemi generati della sorella maggiore che viene puntualmente punita con una permanenza forzata nella "Stanza della predica".
- Mary Chupacabra W. Whitebear Seiyū: Mai Kadowaki

L'acerrima rivale di Penguin rappresentata da un orso polare. Un evento tragico nel suo passato ha causato in lei il disprezzo per la società Nankyoku, di proprietà di Penguin, ed è costantemente alla ricerca di un metodo per sopraffarla. Viene spesso chiamata "Kuma-San" da Penguin.

### Personaggi secondari
- Sebastian

Il maggiordomo della famiglia Nankyoku, ha numerose abilità che utilizza al servizio di Penguin e Kaede. Il suo hobby preferito è quello di indossare abiti femminili.
- Kongou no Maguro

Il braccio destro di Mary e una dei suoi quattro cavalieri, indossa un vestito da cameriera ed una benda sull'occhio. È molto composta ma diventa timidissima se deve parlare con altre persone e quindi preferisce comunicare scrivendo ciò che vorrebbe dire.
- Hunting Maria

Uno dei quattro cavalieri di Mary, è molto abile nell'utilizzo della spada.
- Kiyomi Kadami

Uno dei quattro cavalieri di Mary, sfinisce i propri avversari con demenziali ed infiniti quiz.
- Kare Ijuin

Uno dei quattro cavalieri di Mary, in realtà è un uomo che ama vestirsi con abiti femminili.

## Episodi

### Stagione 1 (2008)
| Nº | Titolo italiano Giapponese 「Kanji」 - Rōmaji                                                     | In onda        | In onda |
| Nº | Titolo italiano Giapponese 「Kanji」 - Rōmaji                                                     | Giapponese     |         |
| 1  | Penguin, INVADE 「ペンギン、襲来」 - Pengin, shuurai                                              | 19 aprile 2008 |         |
| 2  | The Shark Attack 「逆襲のシャー！」 - Gyakushuu no shaa!                                          | 26 aprile 2008 |         |
| 3  | My sister is a 3rd grader 「妹は小学三年生」 - Imouto ha shougaku 3 nensei                        | 3 maggio 2008  |         |
| 4  | Walking around under the Night Sky 「めぐりあい夜空(そら)の下」 - Meguriai yozora (sora) no shita | 10 maggio 2008 |         |
| 5  | Mary-sama 「マリー様が見てる」 - Marii-sama ga Miteru                                             | 17 maggio 2008 |         |
| 6  | That is my Chi's Master 「これがワタチーの御主人様」 - Kore ga wata chii no go shujin sama        | 24 maggio 2008 |         |
| 7  | The shrine-maiden appears 「みんな好きの巫女」 - Minna suki no miko                               | 31 maggio 2008 |         |
| 8  | School is targeted 「ねらわれちゃった学園」 - Neraware chatta gakuen                              | 7 giugno 2008  |         |
| 9  | Violent Game of Fours 「四暴遊戯」                                                                | 14 giugno 2008 |         |
| 10 | Battle to the Death, White Knights! 「死闘、ホワイトナイツ！」 - Shitou, howaitonaitsu!           | 21 giugno 2008 |         |
| 11 | Legendary Giant Labu Invokes!                                                                     | 28 giugno 2008 |         |

### Special (2008)
| Nº   | Titolo italiano          | In onda        | In onda |
| Nº   | Titolo italiano          | Giapponese     |         |
| 11,5 | Penguin Musume Heart MAD | 19 luglio 2008 |         |

### Stagione 2 (2008)
| Nº | Titolo italiano Giapponese 「Kanji」 - Rōmaji                                   | In onda           | In onda |
| Nº | Titolo italiano Giapponese 「Kanji」 - Rōmaji                                   | Giapponese        |         |
| 12 | Tale of Poor Sisters 「貧乏姉妹達物語」                                         | 6 settembre 2008  |         |
| 13 | The Princess of Badminton 「バドミントンの王女様」                              | 13 settembre 2008 |         |
| 14 | The Legend of the Burning Galaxy 「銀河萌萌伝説」                               | 20 settembre 2008 |         |
| 15 | Back to the 6 Years Ago 「バック・トゥ・ザ・６年前」                            | 27 settembre 2008 |         |
| 16 | The girl who leapt through time 「時をかけちゃった少女」                        | 4 ottobre 2008    |         |
| 17 | Rozen no tsukaima 「薔薇 (ロゼ) の使い魔」                                      | 11 ottobre 2008   |         |
| 18 | A lovely incident 「鰈(かれい)なる一撃」                                        | 18 ottobre 2008   |         |
| 19 | My Otome 「舞え、乙女」                                                         | 25 ottobre 2008   |         |
| 20 | Sakura in trouble!? 「さくら大変！？」                                          | 1º novembre 2008  |         |
| 21 | Sakura and Kujira! Together we are Magi cure 「さくらと鯨、ふたりはマジピュア」 | 8 novembre 2008   |         |
| 22 | The world will be destroyed so run! 「世界の中心で愛を叫んで、脱出」            | 15 novembre 2008  |         |

## Musiche
Fino all'ottavo episodio ogni sigla di apertura è leggermente differente dalle altre per alcune modifiche nell'animazione dei personaggi. In generale terminano con una rappresentazione di Penguin o Mary che volano nello spazio a cavallo di una scopa evitando numerosi ostacoli. La sigla di apertura dell'ottavo episodio è una creazione di un utente del sito Nico Nico Douga ma dal nono episodio viene utilizzata sempre la sigla del settimo per tutti gli episodi successivi. Sia la sigla iniziale che quella finale sono eseguite dal cast dello show.
- Sigla d'apertura: Renai Jiyuu Shōjo♀ (恋愛自由少女♀) di PNGN 6: Azusa Kataoka, Mariya Ise, Yoshino Nanjou, Sakura Nogawa, Mai Kadowaki, Rina Hidaka (Episodi 1-?)
- Sigla di chiusura 1: Yurete Hajikete Afurechau☆Miwaku no Penguin Musume (揺れてはじけてあふれちゃう☆魅惑のペンギン娘) di PNGN 4: Azusa Kataoka, Mariya Ise, Yoshino Nanjou, Rina Hidaka (Episodi 1-11)
- Sigla di chiusura 2: Yurayura + Yuriyura + Nanananaa (ゆりゆり＋ゆれゆら＋なななな) di PNGN 3: Azusa Kataoka, Mariya Ise, Yoshino Nanjou (Episodi 12-?)